# Джессі Вентура
Дже́ссі Венту́ра (англ. Jesse Ventura, справжнє ім'я — Джеймс Джордж Янош, англ. James George Janos), (народився 15 липня 1951) — американський політик, колишній губернатор штату Міннесота. У минулому був членом елітного підрозділу SEAL збройних сил США, ветеран війни у В'єтнамі. Певний час займався професійною боротьбою, став коментатором на радіо та телебаченні, знімався у художніх фільмах. Є автором декількох книжок про політичне життя у США, веде власне політичне шоу на телебаченні.

## Життєпис

### Ранні роки
Джеймс Джордж Янош народився 15 липня 1951 року у м. Міннеаполіс, штат Міннесота. Його батько, Джордж мав словацьке коріння, працював слюсарем, а мати, Берніс, німкеня за походженням, працювала медсестрою в місцевій лікарні. Після закінчення середньої школи у 1969 році поступив на службу у ВМС США і його прийняли в елітну програму спецназа — «морські котики». У 1970 році після закінчення тренування у спецназі був направлений до В'єтнаму. Під час своєї служби у В'єтнамі відповідав за організацію підводних підривів. У 1973 році демобілізувався і переїхав до Каліфорнії, де був членом байкерського клубу і працював приватним охоронцем.
У 1975 році Джеймс Янош поступив до коледжу у Мінеаполісі, але залишив навчання лише після одного року. У тому ж році він почав тренуватися і незабаром почав виступати, як професійний борець (реслер). Саме у цей час він взяв свій спортивний псевдонім Джесі Вентура, під котрим його знали мільйони прихильників. Після десяти років виступів на ринзі, у 1985 році він почав коментувати виступи інших реслерів для асоціації WWE. Успіх на телебаченні призвів до декількох запрошень знятися у кіно. Як актор Джессі Вентура знявся у більш ніж десяти фільмах, у тому числі, поруч з такими зірками Голівуду, як Арнольд Шварценеггер.

### Політичне життя

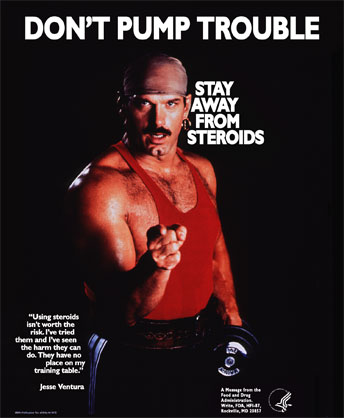
Джессі Вентура у соціальній рекламі для підлітків під час кар'єри професійного борця

На початку 1990-их років Джессі Вентура почав цікавитися політикою, зокрема політичним життям міста Бруклін Парк, де він в той час жив із дружиною і двома дітьми. За наполяганням дружини Террі, Джессі вирішив балотуватися на посаду мера як незалежний кандидат. Цілком несподівано для оглядачів у 1991 році отримав перемогу над колишнім багаторічним мером міста. Хоча на цій посаді йому вдалося досягти певних успіхів, зокрема у зниженні рівня злочинності у місті, Вентура відмовився балотуватися вдруге і пішов у відставку по закінченні свого терміну у 1995 році.
Після невеликої перерви Джессі Вентура вирішив повернутися до роботи на телебаченні, знову почав працювати коментатором в асоціації борців World Championship Wrestling. Разом з тим, з'явилися нові запрошення зніматися у кіно. У 1993–1997 роках він знімався разом з Сильвестром Сталлоне і Джорджем Клуні. Найбільш популярним фільмом з його участю став фільм Бетмен і Робін 1997 року.
У кінці 1990-их знову повернулося зацікавлення політикою. У 1997 році Джессі Вентура став кандидатом на посаду губернатора штату Міннесота від Реформістської партії США. Його передвиборча програма відзначалася надзвичайним лібералізмом; обіцянки знизити податки та покращити рівень освіти, разом з відмінними ораторськими якостями, привернули до себе прихильність виборців. У листопаді 1998 року Джессі Вентура був обраний 38-им губернатором Міннесоти. Незважаючи на перемогу, Вентура швидко розчарувався у Реформістській партії і у лютому 2000 року вийшов з неї. Лише після одного терміну на посаді губернатора, у червні 2002 року він заявив, що не балотуватиметься на другий термін.
У цей час також вишли декілька книжок Джессі Вентури про політичне життя США, у тому числі, його власні мемуари. У деяких із своїх книжок Вентура піддавав гострій критиці політику колишнього президента США Джорджа Буша і наполягав на тому, що уряд країни не каже правду своєму народові. Зокрема, у своїх книгах і численних виступах на телебаченні і радіо Вентура піддає критиці офіційну версію подій Теракту 11 вересня 2001 року. З 2009 року Вентура веде на телебаченні свою власну програму: «Конспірологічні теорії з Джессі Вентурою», де розслідує контроверсійні теми політичного життя США, участь уряду у незаконних діях тощо.

## Фільмографія
- 1987 — Хижак / Predator — Блейн Купер
- 1987 — Людина, що біжить / The Running Man — 'Капітан Свобода'
- 1989 — Гуркіт землі / Thunderground — The Man
- 1990 — Абраксас, сторож всесвіту[en] / Abraxas, Guardian of the Universe — Абраксас
- 1990 — Рецидив / Repossessed — у ролі самого себе
- 1991 — Рикошет / Ricochet — Чевальскі
- 1993 — Руйнівник / Demolition Man — Адам
- 1994 — Вища ліга 2[en] / Major League II — у ролі самого себе
- 1997 — Бетмен і Робін / Batman & Robin — охоронець в Аркхемі
- 2001 — Джо Хтось[en] / Joe Somebody — у ролі самого себе
- 2002 — Майстер маскування[en] / The Master of Disguise — у ролі самого себе
- 2005 — Симулянт[en] / The Ringer — мотиваційний спікер